# Damzoussi (Saponé)
Pour les articles homonymes, voir Damzoussi.
Damzoussi est une commune rurale située dans le département de Saponé de la province du Bazèga dans la région du Centre-Sud au Burkina Faso.

## Géographie
Le village de Damzoussi est situé à 6 kilomètres à l'Est du chef-lieu Saponé et à 1 km à l'Est de route nationale 6.

## Santé et éducation
Le centre de soins le plus proche de Damzoussi est le centre médical de Saponé.